# 米芾角殼灰介
米芾角殼灰介（学名：Cornucoquimba miifeyi）为半花介科角殼灰介屬下的一个种。